# Vüqar Ələkbərov
Vüqar Mürsəl Ələkbərov –también escrito como Vugar Alakbarov– (Mingachevir, URSS, 5 de enero de 1981) es un deportista azerbaiyano que compitió en boxeo.
Participó en dos Juegos Olímpicos de Verano, obteniendo una medalla de bronce en Sídney 2000, en el peso medio, y el quinto lugar en Atenas 2004, en el peso pesado.

## Palmarés internacional
| Juegos Olímpicos | Juegos Olímpicos   | Juegos Olímpicos  | Juegos Olímpicos |
| Año              | Lugar              | Medalla           | Categoría        |
| ---------------- | ------------------ | ----------------- | ---------------- |
| 2000             | Sídney (Australia) | Medalla de bronce | 75 kg            |